# Discovery Channel
Discovery Channel är flaggskeppet i en grupp TV-kanaler som främst visar dokumentärer och underhållningsprogram med populärvetenskaplig inriktning. Kanalen ägs av Discovery Communications Inc. och är företagets huvudkanal. Kanalen sänder i lokala versioner över hela världen. Den svenska versionen har oftast svenska berättarröster alternativt svensk text, även trailar och rösthallåor är svensktalande.  

## Ägare
Discovery Communications Inc. är världens ledande media- och underhållningsföretag inom dokumentärområdet. Discovery har utökat från sin första kanal, Discovery Channel som lanserades i USA 1985, till en nuvarande omfattning med verksamhet i över 170 länder och 1,4 miljarder tittare. Discovery Networks International omfattar 17 varumärken som når sammanlagt 670 miljoner tittare. I EMEA når 12 varumärken 173 miljoner tittare i 104 länder med program tillgängliga på 22 språk. Discovery Communications ägandeskap fördelas mellan fyra ägare: Discovery Holding Company (NASDAQ: DISCA, DISCB), Cox Communications, Inc., Advance/Newhouse Communications och John S. Hendricks, företagets grundare och styrelseordförande. 

## Distribution
Discovery Communication har flera olika nischade kanaler som sänder digitalt. I Sverige är följande kanaler tillgängliga: Kanal 5, Kanal 9, Kanal 11, Animal Planet, Discovery World, TLC, Eurosport, Discovery Science, Discovery Channel, Investigation Discovery, Animal Planet HD och Discovery HD. Discoverys kanaler finns på flera plattformar, däribland Com Hem, Canal Digital, Boxer, Telia och Tele2. Alla nischkanalerna finns inte hos alla leverantörer.

## Kanalprofil
Discovery Channel i USA har på senare tid skiftat sitt programutbud från utbildande faktaprogram mot mer underhållande program. Men eftersom tittarsiffrorna på senare tid sjunkit har Discovery Communications vice VD Chris Moseley bestämt att programutbudet åter igen ska bli mer av utbildande karaktär. Den svenska versionen har dock sin egen tablå och påverkas bara indirekt av eventuella förändringar av utbudet i USA.
Bolaget var sponsor för Discovery Channel Pro Cycling Team.

## Discoverys kanaler

### Kanaler i Sverige
- Discovery Channel
- Animal Planet
- Animal Planet HD
- Discovery Science
- Investigation Discovery
- Discovery World
- Discovery HD Showcase
- TLC
- Eurosport (1, 2, 1 HD, 2 HD)
- Kanal 5
- Kanal 9
- Kanal 11

### Kanaler i USA
- Discovery Channel
- Animal Planet
- Discovery Civilisation
- Discovery Science
- Discovery Health
- TLC
- Investigation Discovery
- Discovery Wings
- Discovery Kids
- Discovery Home
- Travel Channel USA
- Military Channel
- Discovery Turbo
- FitTV
- Discovery en Español
- BBC America
- Discovery HD

## Program på Discovery
- Bangla bangers